# Terabit
Terabit (Tb eller Tbit) är en informationsenhet samt en multipel av bit. Namnet kommer av SI-prefixet tera (T), för en biljon, och bit (b).
1 terabit = 1012 bitar = 1 000 000 000 000 bitar
Terabit är relaterat till enheten tebibit (Tib) – en multipel baserad på det binära prefixet tebi (Ti) – som motsvarar 240 bitar = 1 099 511 627 776 bitar. Ibland används terabit som synonym till tebibit, trots att SI och IEC avråder från detta.
Terabit används för att ange överföringshastighet i datornätverk, då i form av terabit per sekund (Tbps).